# Китагаки Кунимити
Китагаки Кунимити (яп. 北垣 国道, 17 сентября 1836 — 16 января 1916) — японский государственный деятель, губернатор префектур Хоккайдо (1892—1896), Киото (1881—1892), Коти (1879—1881) и Токусима (1879—1880), член Палаты пэров Японии (1899—1912), тайный советник (1912—1916), барон (с 1896).

## Биография
Родился в уезде Ябу (нынешний район города Ябу) на сёгунской территории тэнрё как старший сын Китагаки Сабуросаэмона. В 1841 году поступил в частную школу Сэйкэй-сёин, где обучался у Икэды Соана.
В 1863 году совместно с капитаном Савой Нобуёси участвовал в сборе армии на серебряном руднике Икуно (восстание в Икуно) вместе с Каваками Яити и Хирано Куниоми, но восстание потерпело поражение, а Китагаки Кунимити скрылся в княжестве Тёсю. Его приняли за шпиона и собирались обезглавить, но заступничество Мори Кансая спасло ему жизнь. Позже Китагаки служил в княжестве Тоттори по рекомендации Мацуды Митиюки. В 1868 году во время войны Босин служил под командованием Сайондзи Киммоти, также участвовал в битве при Хокуэцу.
В 1871 году поступил на службу в Комиссию по развитию Хоккайдо, а с 1875 года младший секретарь Гэнроина. В 1879 году назначен губернатором префектуры Коти и одновременно с этим занял пост губернатора префектуры Токусима. В 1881 году стал губернатором префектуры Киото, а в 1883 году по совместительству назначен секретарём в Министерстве императорского двора.
В 1890 году завершил строительство канала Бивако, первого канала озера Бива. В 1892 году назначен губернатором префектуры Хоккайдо. В 1896 году был назначен заместителем министра по делам колоний. 5 июня того же года ему был присвоен титул барона (дансяку) за заслуги в реставрации Мэйдзи. 22 августа 1899 года стал членом Палаты пэров и пробыл в должности до 15 мая 1912 года. В 1912 году назначен тайным советником. Умер 16 января 1916 года в Киото.
Китагаки состоял в организации Дай Ниппон Бутокукай и являлся представителем школы Итто Сёдэн Муто-рю.
Детское имя — Сукура (捨蔵), публичное имя — Синтаро (晋太郎), псевдоним — Сидзуя (静屋).

## Награды
- Орден Восходящего солнца 4 класса (29 декабря 1882)
- Орден Восходящего солнца 3 класса (29 мая 1888)
- Орден Священного сокровища 2 класса (21 июня 1895)
- Орден Священного сокровища 1 класса (1 апреля 1906)
- Орден Восходящего солнца 1 класса (16 января 1916)